# Eugoa subfasciata
Eugoa subfasciata är en fjärilsart som beskrevs av Rothschild 1913. Eugoa subfasciata ingår i släktet Eugoa och familjen björnspinnare. Inga underarter finns listade i Catalogue of Life.